# Orimarga luteipleura
Orimarga luteipleura är en tvåvingeart som beskrevs av Alexander 1969. Orimarga luteipleura ingår i släktet Orimarga och familjen småharkrankar.
Artens utbredningsområde är Panama. Inga underarter finns listade i Catalogue of Life.